# ラヴ・ユアセルフ
『ラヴ・ユアセルフ』（らぶゆあせるふ）は、2022年8月17日に発売されたBOPの2ndシングル。

## 概要
メンバーは、翔咲心、海憧乙綺、彩浪遥斗、流雅真紗斗。

## 収録曲
テイチクレコード公式サイト内の紹介ページによる。

### 初回限定盤A
CD
1. ラヴ・ユアセルフ
  - 作詞・作曲：阿久津健太郎
  - 編曲：佐久間誠
2. Neo space
  - 作詞・作曲：阿久津健太郎
  - 編曲：佐久間誠

DVD
- 「ラヴ・ユアセルフ」Music Video

### 初回限定盤B
CD
1. ラヴ・ユアセルフ
2. Neo space

DVD
- 「ラヴ・ユアセルフ」Making

### 通常盤
CD
1. ラヴ・ユアセルフ
2. Neo space
3. Revolution
  - 作詞・作曲：阿久津健太郎
  - 編曲：佐久間誠
4. ラヴ・ユアセルフ（Instrumental）
5. Neo space（Instrumental）
6. Revolution（Instrumental）